# FC Kazajmys Satpáyev
El Kazajmys Satpáyev (en kazajo: Қазақмыс футбол клубы) fue un equipo de fútbol de Kazajistán que jugó en la Liga Premier de Kazajistán, la primera división de fútbol en el país.

## Historia
Fue fundado en el año 2006 en la ciudad de Satpayev de la provincia de Karagandá y ese mismo año juega en la Primera División de Kazajistán donde terminó en quinto lugar de su zona.
En 2008 es campeón de la segunda categoría y juega por primera vez en la Liga Premier de Kazajistán para la temporada 2009, la cual fue de debut y despedida luego de terminar en el lugar 12 entre 14 equipos luego de que le fueran deducidos tres puntos.
En mayo de 2011 el club cierra operaciones por problemas de liquidez económica. En 2015 la compañía Gadaleta Investment LLP de Bermudas anunció el interés de adquirir la franquicia a través del Molfetta Eurasia Sport Trust.

## Palmarés
- Primera División de Kazajistán: 1

2008